# Desigualdade de Boole
Em teoria da probabilidade, a desigualdade de Boole diz que, para qualquer  conjunto de eventos finito ou contável, a probabilidade de que pelo menos um dos eventos aconteça não é maior que a soma das probabilidades dos eventos individuais. A desigualdade de Boole é nomeada em homenagem a George Boole.
Formalmente, para um conjunto contável de eventos de {\displaystyle A_{1},A_{2},A_{3},\dots }, temos
{\displaystyle {\mathbb {P} }{\biggl (}\bigcup _{i}A_{i}{\biggr )}\leq \sum _{i}{\mathbb {P} }(A_{i}).}
Em termos de teoria da medida, a desigualdade de Boole segue do fato de que uma medida (e, certamente, qualquer medida de probabilidade) é {\displaystyle \sigma }-sub-aditivo.

## Prova

### Prova usando indução
A desigualdade de Boole pode ser provada para conjuntos de eventos finitos, utilizando o método de indução.
Para o caso {\displaystyle n=1}, segue-se que
{\displaystyle \mathbb {P} (A_{1})\leq \mathbb {P} (A_{1})}.
Para o caso {\displaystyle n}, tem-se que
{\displaystyle {\mathbb {P} }{\biggl (}\bigcup _{i=1}^{n}A_{i}{\biggr )}\leq \sum _{i=1}^{n}{\mathbb {P} }(A_{i})}.
Como {\displaystyle \mathbb {P} (A\cup B)=\mathbb {P} (A)+\mathbb {P} (B)-\mathbb {P} (A\cap B)}, e porque a operação de união é associativa, tem-se que
{\displaystyle {\mathbb {P} }{\biggl (}\bigcup _{i=1}^{n+1}A_{i}{\biggr )}={\mathbb {P} }{\biggl (}\bigcup _{i=1}^{n}A_{i}{\biggr )}+\mathbb {P} (A_{n+1})-{\mathbb {P} }{\biggl (}\bigcup _{i=1}^{n}A_{i}\cap A_{n+1}{\biggr )}}.
Como
{\displaystyle {\mathbb {P} }{\biggl (}\bigcup _{i=1}^{n}A_{i}\cap A_{n+1}{\biggr )}\geq 0},
pelo primeiro axioma de probabilidade, tem-se que
{\displaystyle {\mathbb {P} }{\biggl (}\bigcup _{i=1}^{n+1}A_{i}{\biggr )}\leq {\mathbb {P} }{\biggl (}\bigcup _{i=1}^{n}A_{i}{\biggr )}+\mathbb {P} (A_{n+1})},
e, portanto,
{\displaystyle {\mathbb {P} }{\biggl (}\bigcup _{i=1}^{n+1}A_{i}{\biggr )}\leq \sum _{i=1}^{n}{\mathbb {P} }(A_{i})+\mathbb {P} (A_{n+1})=\sum _{i=1}^{n+1}{\mathbb {P} }(A_{i})}.

### Prova sem o uso de indução
Para quaisquer eventos {\displaystyle A_{1}...A_{i}} em um espaço de probabilidade, tem-se que
{\displaystyle \mathbb {P} (\bigcup _{i}A_{i})\leq \sum _{i}\mathbb {P} (A_{i})}
Um dos axiomas de um espaço de probabilidade é que, se {\displaystyle B_{1}...B_{i}} são subconjuntos disjuntos do espaço de probabilidade, então
{\displaystyle \mathbb {P} (\bigcup _{i}B_{i})=\sum _{i}\mathbb {P} (B_{i})}
o que é chamado de aditividade contável.
Se {\displaystyle B\subset A} então {\displaystyle \mathbb {P} (B)\leq \mathbb {P} (A)}
De fato, a partir dos axiomas de uma distribuição de probabilidade,
{\displaystyle \mathbb {P} (A)=\mathbb {P} (B)+\mathbb {P} (A-B)}
Observando-se que ambos os termos à direita são não-negativos.
Então é preciso modificar os conjuntos de {\displaystyle A_{i}} para que eles se torne disjuntos.
{\displaystyle B_{i}=A_{i}-\bigcup _{j=1}^{i-1}A_{j}}
Se {\displaystyle B_{i}\subset A_{i}}, então sabe-se que
{\displaystyle \bigcup _{i=1}^{\infty }B_{i}=\bigcup _{i=1}^{\infty }A_{i}}
Portanto, pode-se fazer a seguinte equação:
{\displaystyle \mathbb {P} (\bigcup _{i}A_{i})=\mathbb {P} (\bigcup _{i}B_{i})=\sum _{i}\mathbb {P} (B_{i})\leq \sum _{i}\mathbb {P} (A_{i})}

## Desigualdades de Bonferroni
A desigualdade de Boole pode ser generalizada para encontrar limitantes superiores e inferiores sobre a probabilidade de uniões finitas de eventos. Estes limites são conhecidos como desigualdades de Bonferroni, em homenagem à Carlo Emilio Bonferroni.
Definindo
{\displaystyle S_{1}:=\sum _{i=1}^{n}{\mathbb {P} }(A_{i}),}
e
{\displaystyle S_{2}:=\sum _{1\leq i<j\leq n}{\mathbb {P} }(A_{i}\cap A_{j}),}
bem como
{\displaystyle S_{k}:=\sum _{1\leq i_{1}<\cdots <i_{k}\leq n}{\mathbb {P} }(A_{i_{1}}\cap \cdots \cap A_{i_{k}})}
para todos os números inteiros de {\displaystyle k} em {\displaystyle \{3,\dots ,n\}}.
Então, para {\displaystyle k} ímpares em {\displaystyle \{1,\dots ,n\}},
{\displaystyle {\mathbb {P} }{\biggl (}\bigcup _{i=1}^{n}A_{i}{\biggr )}\leq \sum _{j=1}^{k}(-1)^{j-1}S_{j}},
e para {\displaystyle k} pares em {\displaystyle \{2,\dots ,n\}},
{\displaystyle {\mathbb {P} }{\biggl (}\bigcup _{i=1}^{n}A_{i}{\biggr )}\geq \sum _{j=1}^{k}(-1)^{j-1}S_{j}}.
A desigualdade de Boole é recuperada definindo {\displaystyle k=1}. Quando {\displaystyle k=n}, então a igualdade se mantém e a identidade resultante é o princípio da inclusão–exclusão.